# Gil Carlos Rodríguez Iglesias
Gil Carlos Rodríguez Iglesias (Gijón, 26 de mayo de 1946-Madrid, 17 de enero de 2019) fue un jurista español. Juez del Tribunal de Justicia de la Unión Europea desde el 31 de enero de 1986. Fue presidente del tribunal entre el 7 de octubre de 1994 y el 7 de octubre de 2003.
Ocupó la cátedra de Derecho internacional público en la Universidad Complutense de Madrid y fue un titular de la Cátedra Jean Monnet de Derecho comunitario europeo, además de director del Real Instituto Elcano de Estudios Internacionales y Estratégicos.
Dominaba el inglés, el alemán y el francés, además del español, su lengua materna.

## Biografía
Nacido en Gijón, Asturias, Gil Carlos Rodríguez Iglesias consiguió la licenciatura en Derecho en 1968 por la Universidad de Oviedo. En 1975 obtendría el doctorado por la Universidad Autónoma de Madrid. 
Su labor docente comenzó en octubre de 1968, desempeñando el puesto de Profesor Ayudante de Derecho internacional en la Universidad de Oviedo. Dejó el cargo en diciembre de 1969. Entre enero de 1970 y abril de 1972 sería Wissenschaftlicher Assistent en el Instituto de Derecho Público de la Universidad de Friburgo de Brisgovia.
A partir de octubre de 1972, ocupó el cargo de Profesor Ayudante del departamento de Derecho internacional de la Universidad Autónoma de Madrid. En el mes de septiembre de 1974 entró en el departamento de Derecho internacional público, ya en el cargo de Profesor Adjunto, permaneciendo en él hasta 1982.
En 1982 obtuvo la plaza de catedrático de Derecho Internacional Público en la Universidad de Extremadura. Al año siguiente consiguió la misma plaza, pero en la Universidad de Granada, donde permanecería hasta 2003.
A partir de 1986 compaginó su cargo académico en Granada (en servicios especiales) con el cargo de juez del Tribunal de Justicia de la Unión Europea (TJUE), desempeñando a partir de 1994 la función de presidente del alto tribunal. En 1996 sería investido doctor honoris causa por la Universidad de Turín (Italia) y por la Universidad Babes-Bolyai de Cluj Napoca (Rumanía). Un año más tarde, también recibió el doctorado honoris causa de la Universidad del Sarre (Alemania). 
En 2001, recibiría su cuarto doctorado honoris causa en la Universidad de Oviedo, donde se licenció en Derecho. Finalmente, en 2002, perteneciendo todavía a la institución judicial europea, obtuvo su último doctorado h.c. por la Universidad San Clemente de Ohrid de Sofía, Bulgaria. Dejó el TJUE en 2003, y en diciembre del mismo año ocupó la cátedra de Derecho internacional público de la Universidad Complutense de Madrid. En septiembre de 2004 ganó la cátedra Jean Monnet de Derecho comunitario europeo de la misma universidad. 
Entre 2004 y 2005 fue director del Departamento de Estudios Europeos del Instituto Universitario de Investigación Ortega y Gasset, y a partir de junio de 2005, director del Real Instituto Elcano de Estudios Internacionales y Estratégicos.
Rodríguez Iglesias era miembro numerario de la Asociación Española de Profesores de Derecho Internacional y Relaciones Internacionales (AEPDIRI).
En octubre de 2010 fue investido doctor honoris causa por la Universidad de Cádiz. El 3 de noviembre de 2017 le fue concedida la gran cruz de la Orden Civil de Alfonso X el Sabio.
El 17 de enero de 2019, con 72 años, Rodríguez Iglesias fallece en Madrid, debido a una enfermedad degenerativa.

## Obra
- El régimen jurídico de los monopolios de Estado en la Comunidad Económica Europea, Instituto de Estudios Administrativos, Madrid 1976.

- Rechtsprobleme des Beitritts Spaniens zur Europäischen Gemeinschaft (Vortrag im Europa-Kolleg Hamburg), Hamburgo, 1985.

- El Derecho comunitario europeo y su aplicación judicial (dirigido conjuntamente con D.J. Liñán Nogueras), Civitas, Madrid 1993.

- Política, Economía y Derecho en el Proceso de Integración Europea, Seminario sobre "Unión Europea y Mercorsur: El papel de los órganos jurisdiccionales en los procesos de integración", Asunción, 1997.

- La dimensión constitucional del Derecho Comunitario Europeo. Discurso de ingreso como Académico Honorario en la Academia Asturiana de Jurisprudencia, Oviedo, 1998.

- Mélanges en hommage à Fernand Schockweiler (dirigido conjuntamente con Ole Due, Romain Schintgen y Charles Elsen), Nomos, Baden-Baden, 1999.

- Problèmes d´interprétation. À la mémoire de Constantinos N. Kakouris (presidente del Comité editorial), Ant. N. Sakoulas / Bruylant, Atenas – Komotini / Bruselas, 2003.

- Europa und seine Verfassung. Festschrift für Manfred Zuleeg (dirigido conjuntamente con Charlotte Gaitanides y Stefan Kadelbach), Nomos, Baden-Baden, 2005, 2.ª ed. 2007